# Andrés Iniesta
Andrés Iniesta Suarez (n. 11 mai 1984, Fuentealbilla, Castilia-La Mancha, Spania) este un fotbalist spaniol retras din activitate, care a jucat pe post de mijlocaș la echipe ca Gimnasia, Vissel Kobe și Barcelona B. Pe plan internațional, are prezențe la națională pentru Spania U-15⁠(d), Spania U-16⁠(d), Spania U17⁠(d), Spania U-19⁠(d), Spania U-20⁠(d), Spania U-21, Spania și Catalonia.
În anul 2012, a fost numit „Cel mai bun jucător al turneului” la Campionatul European de Fotbal și „Fotbalistul European al Anului”.
În anul 2010 a câștigat cu Spania, datorită golului lui, finala din Africa de Sud, scor 1-0 în fața Țărilor de Jos. 
La începutul anului 2018, Andrés Iniesta și-a anunțat plecarea de la echipa de fotbal FC Barcelona, după mai bine de 18 de ani în care a activat pentru aceasta.

## Cariera pe echipe

### FC Barcelona

#### Primii ani
Iniesta provine din Fuentealbilla, un mic sat din provincia Albacete, Castilia-La Mancha, unde a jucat cel mai mult futsal din cauza lipsei terenurilor de fotbal din sat. La vârsta de 12 ani, în timp ce juca pentru Albacete Balompié într-un turneu de juniori de șapte la Albacete, a atras atenția cercetașilor din cluburile din Spania. Părinții lui îl cunoșteau pe antrenorul echipei de tineret a Barcelonei, Enrique Orizaola, și el i-a convins să ia în considerare trimiterea lui Iniesta la academia de tineret din Barcelona. Iniesta a călătorit acolo cu părinții săi și a vizitat La Masia, acolo unde clubul își găzduiește tinerii jucători; excursia i-a convins să îl înscrie pe Iniesta în rândurile de tineret din Barcelona.
Iniesta spune că „a plâns râuri” în ziua în care a plecat la La Masia și s-a luptat să fie separat de părinții săi; a fost foarte timid și s-a păstrat pentru el însuși cât timp era acolo. A condus echipa Barcelonei sub-15 ani până la victoria în Nike Premier Cup din 1999, marcând golul victoriei în ultimul minut al finalei și a fost numit jucătorul turneului. Imediat după ce Iniesta a sosit la club, căpitanul de atunci Pep Guardiola i-a spus celebrului mijlocaș Xavi: „Mă retragi. Acest flăcău [Iniesta] ne va retrage pe toți”.

#### 2004–2008

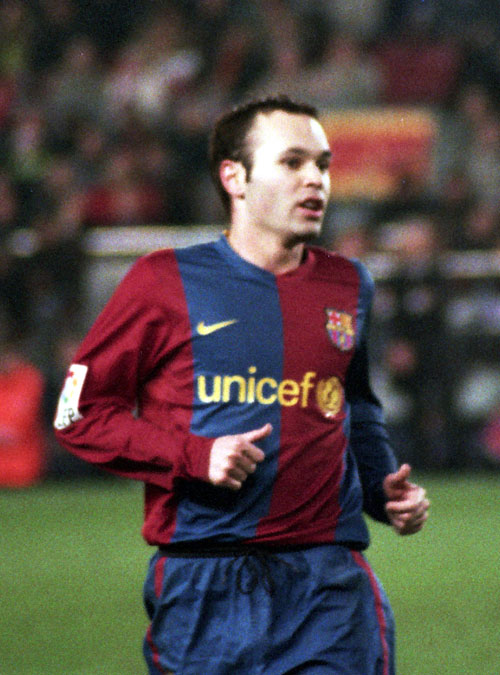
Iniesta cu Barcelona în 2006

Iniesta s-a alăturat primei echipe în timpul mandatului lui Radomir Antić. La 29 octombrie 2002, a debutat cu prima echipă într-o victorie cu 1-0 în deplasare împotriva lui Club Brugge în faza grupelor din Liga Campionilor. În sezonul 2004-2005, a jucat în 37 din 38 de meciuri din campionat, mai mult decât orice alt jucător, deși 25 dintre acestea au fost apariții de înlocuire. A marcat de două ori iar Barcelona a câștigat titlul de La Liga. O accidentare a lui Xavi la începutul sezonului 2005-2006 ia permis lui Iniesta starturi mai regulate în centrul terenului, iar el a continuat să se îmbunătățească și să se dezvolte. A jucat în 11 meciuri din Liga Campionilor, inclusiv o apariție la pauză în finala din 2006, pentru a-l înlocui pe Edmílson. Contribuția sa la echipă a fost lăudată de antrenorul Frank Rijkaard, deoarece Barcelona a reușit o dublă câștigând campionatul și Liga Campionilor.
Sezonul 2006–07 a văzut ca profilul lui Iniesta să continue să crească și a câștigat aplauze pentru disponibilitatea sa de a juca în orice poziție pentru echipa sa. În pre-sezon, a ridicat Trofeul Joan Gamper în calitate de căpitan al echipei după o victorie cu 4-0 în fața echipei germane Bayern München. Iniesta a jucat pentru prima dată ca atacant stânga pentru Barça în două meciuri de Liga Campionilor împotriva lui Levski Sofia, găsind plasa de două ori. În prima etapă eliminatorie a aceleiași competiții, a jucat la mijlocul terenului împotriva lui Liverpool. În ciuda faptului că a fost mutat pe teren de antrenorul Rijkaard, sezonul 2006-2007 rămâne cel mai mare punctaj al lui Iniesta de până acum.
Odată cu plecarea lui Ludovic Giuly înaintea sezonului 2007-2008, Iniesta a putut să-și schimbe tricoul cu numărul 24 cu numărul 8 preferat. În ciuda zvonurilor despre un posibil transfer înainte de sezon, și-a prelungit contractul până în 2014 la 25 ianuarie 2008, clauza sa de răscumpărare fiind ridicată la 150 de milioane de euro. Don Balón, membru al revistelor sportive europene, l-a numit pe Iniesta unul dintre cei mai consecvenți performeri din ultimele două sezoane ale La Liga; a ocupat locul cinci în 2006–07 și al patrulea în 2007–08. S-a clasat, de asemenea, pe locul nouă la votul FIFA World Player of the Year 2008, câștigând un total de 37 de puncte.

#### 2008–09
La începutul sezonului 2008-2009, în septembrie 2008, Iniesta a fost ales al 4-lea căpitan, după, în ordinea preferințelor, Carles Puyol, Xavi și Víctor Valdés; toate cele patru au fost produse ale sistemului de tineret din Barcelona. Performanțele sale de-a lungul sezonului au fost foarte lăudate și a primit ovații atât la Barcelona, pe Camp Nou, cât și de la suporterii rivali în meciurile în deplasare. O accidentare a piciorului suferită la mijlocul lunii noiembrie 2008 l-a lăsat pe Iniesta în afara terenului până pe 3 ianuarie; Se aștepta inițial să revină la acțiune în șase săptămâni, nu a vrut să se întoarcă până nu a fost recuperat 100%. La revenirea sa la acțiune pe 3 ianuarie, ca înlocuitor în minutul 65 împotriva lui Mallorca, a marcat un gol crucial după doar zece minute pe teren și a completat o revenire la Barcelona în fața suporterilor de pe Camp Nou. 3 zile mai târziu, a fost căpitanul Barcelonei pentru prima dată într-un meci oficial, o victorie cu 3–1 împotriva lui Atlético Madrid pe Vicente Calderón în prima manșă din optimile de finală din Copa del Rey.
Iniesta a suferit o altă accidentare în timpul unui meci de acasă cu Málaga, dar a revenit la acțiune pentru prima manșă a sferturilor de finală a Ligii Campionilor împotriva lui Bayern München pe 8 aprilie, pe care Barcelona a câștigat-o cu scorul de 4-0. A marcat o egalare vitală în ultimul minut al prelungirilor în timpul manșei secunde a semifinalei Ligii Campionilor împotriva lui Chelsea, cu o lovitură curbată cu exteriorul piciorului drept la 25 de metri de poartă, asigurând egalitatea la golurile în deplasare, meciul s-a terminat cu 1–1 pe Stamford Bridge. În recenzia sezonului, Un Any Al Paradis, Iniesta a scris: „Acea lovitură am făcut-o cu exteriorul, nu cu interiorul sau vârful bocancului, ci chiar din inimă, cu toată puterea mea”.
Golul lui Iniesta împotriva lui Chelsea a trimis Barcelona în finala de la Roma împotriva campioanei în curs, Manchester United. Înainte de finală, antrenorul lui United, Sir Alex Ferguson, l-a identificat pe Iniesta drept cea mai mare amenințare de la Barça: "Este fantastic. Face echipa să funcționeze. Modul în care găsește pase, mișcarea și capacitatea sa de a crea spațiu sunt incredibile. Este atât de important pentru Barcelona." În ciuda unei accidentări la coapsă, Iniesta a jucat și a fost influent în joc, oferind pasa pentru primul gol marcat de Samuel Eto'o, în timp ce echipa sa a câștigat cu 2–0. În analiza sa, David Pleat a scris: „În final, talentul de la mijlocul terenului al lui Iniesta și Xavi, ajutați de [Lionel] Messi, a fost factorul critic.” După meci, atacantul lui United, Wayne Rooney, l-a descris pe Iniesta drept cel mai bun jucător din lume.
Iniesta a primit laude pentru performanțele sale în acel sezon; Don Balón l-a evaluat drept cel mai consistent performer al ligii. Mai târziu în acel an, a ocupat locul cinci pentru premiul FIFA World Player of the Year 2009, cu 134 de voturi, și al patrulea pentru Balonul de Aur, primind 149 de puncte. Barcelona i-a prelungit contractul cu un an, până în 2015, și i-a ridicat clauza de răscumpărare la 200 de milioane de euro.

#### 2009–2012
Barcelona a câștigat al doilea titlu consecutiv de ligă în 2009-2010, asigurând un record de 99 de puncte. Individual, însă, Iniesta a suportat o campanie în mare măsură perturbată de accidentările recurente. A ratat antrenamentul de fitness dinaintea sezonului din cauza rupturii coapsei suferite în finala Ligii Campionilor din 2009. În ciuda faptului că a participat în aproape la fel de multe meciuri ca în sezonul precedent, a făcut-o mai ales de pe bancă, începând doar 20 de meciuri pe tot parcursul sezonului. Sezonul său s-a încheiat prematur în aprilie, după ce a agravat o accidentare anterioară la gambe în timpul antrenamentului.

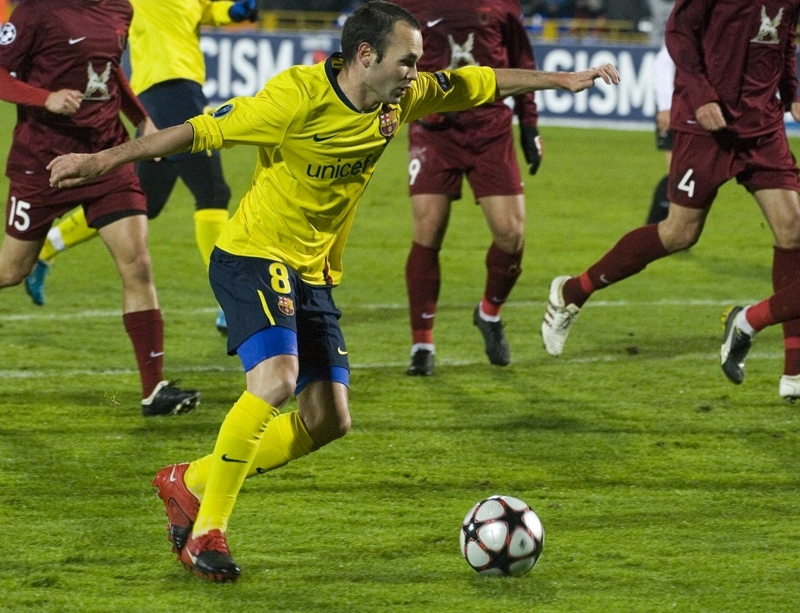
Iniesta jucând împotriva lui Rubin Kazan în Liga Campionilor, octombrie 2009

Un factor care a contribuit la sezonul fracturat al lui Iniesta au fost episoadele de instabilitate psihologică pe care le-a suferit în privat în urma decesului prietenului său apropiat Daniel Jarque, un coleg fotbalist, în august 2009. Chiar și atunci când este în stare fizică, deseori nu era în stare să finalizeze sesiunile de antrenament sau să facă eforturi. După ce a căutat ajutor psihologic, inclusiv de la psihologul Inma Puig, a suferit catarsis când a marcat golul câștigător al Spaniei în finala Cupei Mondiale din 2010, pe care i-a dedicat-o lui Jarque dezvăluind mesajul „Dani Jarque, mereu cu noi” scris pe maioul lui. „Am făcut-o pentru că am simțit-o profund”, a spus Iniesta atunci. "A arătat că ceea ce este mai important decât rivalitatea, echipa sau culorile tale este să fii om și o persoană bună. Sunt încântat pentru că a fost cel mai important moment din cariera mea." În ceea ce privește accidentările recurente care l-au afectat în sezon, a spus: „A fost greu, dar voi începe cu mai multă dorință ca niciodată”.
Iniesta a marcat primul său gol din sezonul 2010-11 în timpul meciului de deschidere a campionatului împotriva lui Racing de Santander, lobând mingea în plasă de la o distanță de 30 de metri. De-a lungul campaniei, a primit ovații din partea fanilor rivali, inclusiv pe El Sardinero și Stadionul Vicente Calderón, în semn de apreciere pentru golul său câștigător al Cupei Mondiale. O altă ovație a venit pe terenul lui Espanyol din Derbi barceloní, publicul recunoscând prietenia lui cu Daniel Jarque, căpitanul lui Espanyol la momentul decesului acestuia. Iniesta a fost unul dintre cei trei finaliști la Balonul de Aur FIFA 2010 alături de Xavi și Messi, plasându-se pe locul secund în spatele argentinianului.
Iniesta a început sezonul 2011-12 marcând primul gol în manșa secundă a Supercopei de España împotriva rivalilor de la Real Madrid. Barcelona a câștigat meciul cu 3–2 și cupa cu 5–4 la general. Unul dintre cele mai bune goluri ale sale a urmat în octombrie împotriva lui Viktoria Plzeň în faza grupelor a Ligii Campionilor, după un schimb de pase cu Messi. Iniesta a jucat un record de 51 de meciuri neînvins în La Liga, încheindu-se cu înfrângerea Barcelonei cu 2-0 împotriva lui Mallorca pe 24 martie. În Liga Campionilor, a pus capăt unei secete de goluri marcând un gol vital împotriva lui AC Milan în sferturile de finală. De acolo, a continuat să înscrie în semifinală împotriva lui Chelsea pentru a marca scorul de 2–0, dar meciul s-a încheiat cu 2–2, eliminând echipa sa cu 3–2 la general. Spre sfârșitul anului, pe 25 noiembrie, Iniesta a fost numit omul meciului după ce a marcat un gol și a oferit trei pase decisive într-o victorie cu 4-0 în fața lui Levante. Performanțele sale i-au adus locul trei la votul Balonului de Aur FIFA din 2012.

#### 2013–2018

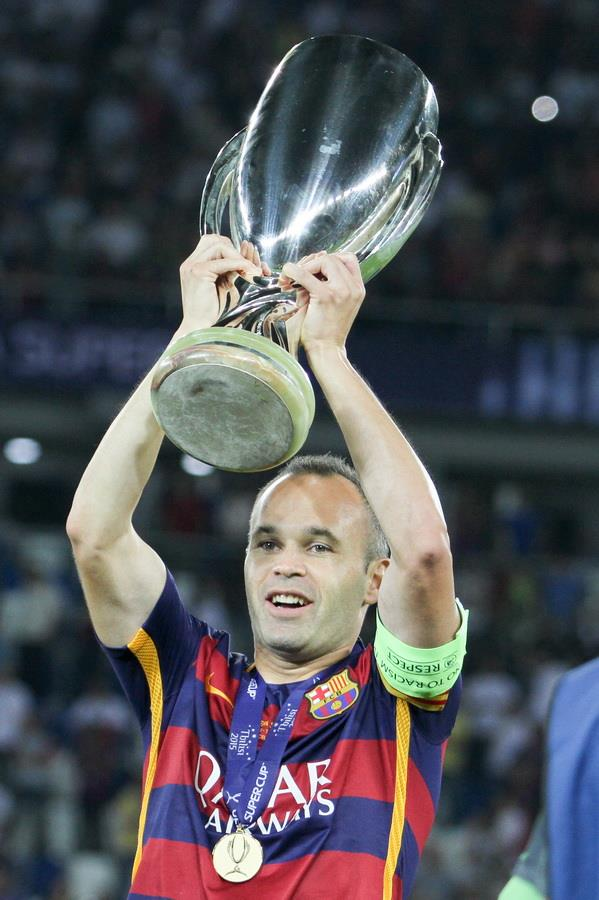
Iniesta ridicând Supercupa Europei în 2015

Iniesta a semnat un nou contract cu Barcelona în decembrie 2013, păstrându-l la club până în 2018. În calitate de vice-căpitan, a fost căpitan în mod regulat pe parcursul celui dea-l doilea sezon al echipei în care a obținut tripla din sezonul 2014-15 și a devenit căpitan după retragerea lui Carles Puyol și plecarea lui Xavi. Iniesta a marcat de trei ori în timpul campaniei de Copa del Rey a echipei și a fost omul meciului în finala Ligii Campionilor din 2015, asistând la golul de deschidere al lui Ivan Rakitić în înfrângerea cu 3-1 a campioanei Italiei Juventus pe Olympiastadion din Berlin. Victoria lor europeană a făcut din Barcelona primul club din istorie care a câștigat de două ori tripla ridicând în același sezon titlul de La Liga, Copa del Rey și Liga Campionilor; Iniesta a fost printre cei șapte jucători care au făcut parte din ambele echipe câștigătoare de triple.
În timpul primului Clásico al sezonului 2015-16, pe 21 noiembrie, Iniesta a devenit doar al treilea jucător al Barcelonei, după Diego Maradona în 1983 și Ronaldinho în 2005, care a primit aplauze de la fanii lui Real Madrid pe Santiago Bernabéu. Performanța sa de om al meciului a inclus un gol și o pasă decisivă, contribuind la o victorie răsunătoare cu 4-0.
A semnat un contract pe viață cu Barcelona pe 6 octombrie 2017, păstrându-l efectiv cu clubul pentru restul carierei sale. A jucat cel de-al 650-lea meci al carierei cu Barcelona împotriva lui Levante pe 7 ianuarie 2018, a fost înlocuit de André Gomes după 76 de minute, când jocul s-a încheiat cu 3-0 în favoarea Barcelonei.
În ciuda semnării unui contract pe viață, pe 27 aprilie 2018, Iniesta a anunțat că va părăsi Barcelona la sfârșitul sezonului. Și-a făcut cea de-a 674-a și ultima apariție cu Barcelona pe 20 mai, în ultimul meci din campionat al sezonului, o victorie cu 1-0 acasă în fața lui Real Sociedad, în timp ce Barcelona a sărbătorit victoria celei de-a 25-a La Liga și al 30-lea titlu de Copa del Rey; a ieșit în minutul 81 înlocuit de Paco Alcácer.

### Vissel Kobe

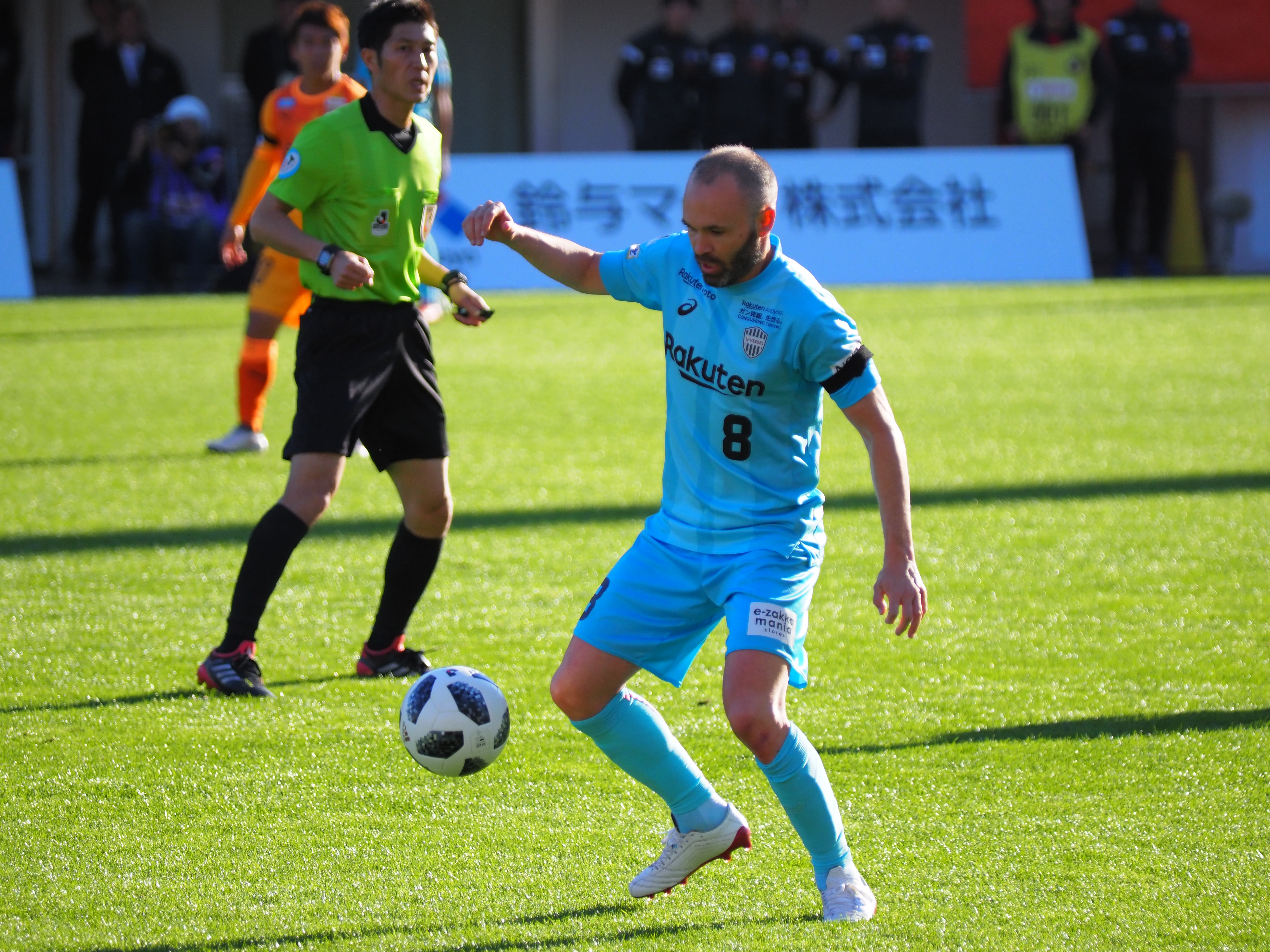
Iniesta cu Vissel Kobe în 2018

Pe 24 mai 2018, clubul japonez Vissel Kobe a anunțat semnarea lui Iniesta pe un contract de trei ani. Și-a făcut debutul pe 22 iulie, înlocuindu-l în a doua repriză pe Kazuma Watanabe, într-o înfrângere cu 0–3 împotriva lui Shonan Bellmare. Pe 11 august 2018, Iniesta a marcat primul său gol în J1 League într-o victorie cu 2-1 în fața lui Jubilo Iwata.
Pe 21 decembrie 2019, a marcat golul de deschidere într-o victorie cu 3-1 în fața lui Shimizu S-Pulse în semifinala Cupei Împăratului 2019. La 1 ianuarie 2020, a câștigat primul său trofeu în Japonia, începând în victoria cu 2-0 a lui Vissel Kobe asupra lui Kashima Antlers în finala Cupei Împăratului din 2019. O lună mai târziu, a câștigat și Supercupa Japoniei din 2020. Pe 7 decembrie 2020, Iniesta a suferit o ruptură a mușchiului drept femural în timpul unei victorii cu 2-0 în optimile de finală ale Ligii Campionilor AFC 2020 împotriva lui Shanghai SIPG, în care a marcat și primul gol al meciului. A avut o intervenție chirurgicală cu succes la Barcelona câteva zile mai târziu.
Pe 11 mai 2021, Iniesta a semnat o prelungire a contractului cu Vissel Kobe, păstrându-l la club pentru încă două sezoane. La 11 noiembrie 2021, a fost numit MVP lunii din J.League după ce a marcat trei goluri în campionat în octombrie. A fost desemnat în 2021 J.League Best XI pe 6 decembrie 2021.
Pe 14 mai 2022, Iniesta a marcat un gol și a condus Vissel Kobe către prima sa victorie în ligă din sezonul 2022 într-o victorie cu 4-0 în fața lui Sagan Tosu.
Pe 25 mai 2023, Vissel Kobe a spus că Iniesta va părăsi clubul la jumătatea sezonului actual de J.League, pe 1 iulie. Iniesta a jucat mult mai puțin pentru club în ultimul său sezon. A declarat că nu vrea să se retragă încă și a dorit să joace pentru un club unde să poată avea mai multe minute.

### Emirates
La 7 august 2023, Iniesta a sosit în Emiratele Arabe Unite pentru a se alătura clubului din UAE Pro League din Emirates Club. A semnat un contract pe un an cu opțiune de prelungire până în 2025. Și-a făcut debutul pe 19 august 2023 împotriva lui Al Wasl, ieșind de pe bancă în a doua repriză, într-un meci încheiat cu o înfrângere cu 0-1, deoarece Emirates nu a reușit să creeze un singur șut la poartă. Pe 25 august 2023, a marcat primul său gol în UAE Pro League în timpul prelungirii împotriva lui Ajman, într-un meci care s-a încheiat la egalitate 4–4. Primul său sezon cu Emirates s-a încheiat pe locul 13 și a retrogradat în UAE First Division League.

## Statistici

### Club
La 21 octombrie 2017.
| Club          | Sezon         | Ligă               | Ligă    | Ligă   | Copa del Rey | Copa del Rey | Europa  | Europa | Altele  | Altele | Total   | Total  |
| Club          | Sezon         | Divizie            | Meciuri | Goluri | Meciuri      | Goluri       | Meciuri | Goluri | Meciuri | Goluri | Meciuri | Goluri |
| ------------- | ------------- | ------------------ | ------- | ------ | ------------ | ------------ | ------- | ------ | ------- | ------ | ------- | ------ |
| Barcelona B   | 2000–01       | Segunda División B | 10      | 0      | –            | –            | –       | –      | –       | –      | 10      | 0      |
| Barcelona B   | 2001–02       | Segunda División B | 30      | 2      | –            | –            | –       | –      | –       | –      | 30      | 2      |
| Barcelona B   | 2002–03       | Segunda División B | 14      | 3      | –            | –            | –       | –      | –       | –      | 14      | 3      |
| Barcelona B   | Total         | Total              | 54      | 5      | –            | –            | –       | –      | –       | –      | 54      | 5      |
| Barcelona     | 2002–03       | La Liga            | 6       | 0      | 0            | 0            | 3       | 0      | –       | –      | 9       | 0      |
| Barcelona     | 2003–04       | La Liga            | 11      | 1      | 3            | 1            | 3       | 0      | –       | –      | 17      | 2      |
| Barcelona     | 2004–05       | La Liga            | 37      | 2      | 1            | 0            | 8       | 0      | –       | –      | 46      | 2      |
| Barcelona     | 2005–06       | La Liga            | 33      | 0      | 4            | 0            | 11      | 1      | 1       | 0      | 49      | 1      |
| Barcelona     | 2006–07       | La Liga            | 37      | 6      | 6            | 1            | 9       | 2      | 4       | 0      | 56      | 9      |
| Barcelona     | 2007–08       | La Liga            | 31      | 3      | 7            | 0            | 11      | 1      | –       | –      | 49      | 4      |
| Barcelona     | 2008–09       | La Liga            | 26      | 4      | 6            | 0            | 11      | 1      | –       | –      | 43      | 5      |
| Barcelona     | 2009–10       | La Liga            | 29      | 1      | 3            | 0            | 9       | 0      | 1       | 0      | 42      | 1      |
| Barcelona     | 2010–11       | La Liga            | 34      | 8      | 5            | 0            | 10      | 1      | 1       | 0      | 50      | 9      |
| Barcelona     | 2011–12       | La Liga            | 27      | 2      | 6            | 2            | 9       | 3      | 4       | 1      | 46      | 8      |
| Barcelona     | 2012–13       | La Liga            | 31      | 3      | 5            | 2            | 10      | 1      | 2       | 0      | 48      | 6      |
| Barcelona     | 2013–14       | La Liga            | 35      | 3      | 6            | 0            | 9       | 0      | 2       | 0      | 52      | 3      |
| Barcelona     | 2014–15       | La Liga            | 24      | 0      | 7            | 3            | 11      | 0      | –       | –      | 42      | 3      |
| Barcelona     | 2015–16       | La Liga            | 28      | 1      | 4            | 0            | 8       | 0      | 4       | 0      | 44      | 1      |
| Barcelona     | 2016–17       | La Liga            | 23      | 0      | 5            | 0            | 8       | 1      | 1       | 0      | 37      | 1      |
| Barcelona     | 2017–18       | La Liga            | 8       | 1      | 0            | 0            | 3       | 0      | 1       | 0      | 12      | 1      |
| Barcelona     | Total         | Total              | 420     | 35     | 68           | 9            | 133     | 11     | 21      | 1      | 642     | 56     |
| Total carieră | Total carieră | Total carieră      | 474     | 40     | 68           | 9            | 133     | 11     | 21      | 1      | 696     | 61     |

Notes
1. 1 2 3 4 5 6 7 8 9 10 11 12  Meciuri în Liga Campionilor UEFA
2. ↑  Meciuri în Cupa UEFA
3. 1 2 3 4 5 6  Meciuri în Supercopa de España
4. ↑  Un meci în Supercupa Europei, opt meciuri și două goluri în Liga Campionilor UEFA
5. ↑  Două meciuri în Supercopa de España, două meciuri în Campionatul Mondial al Cluburilor FIFA
6. ↑  Meciuri în Campionatul Mondial al Cluburilor FIFA
7. ↑  Un meci în Supercupa Europei, opt meciuri and trei goals in Liga Campionilor UEFA
8. ↑  Două meciuri meciuri și un gol în Supercopa de España, două meciuri în Campionatul Mondial al Cluburilor FIFA
9. ↑  Un meci în Supercupa Europei, șapte meciuri in Liga Campionilor UEFA
10. ↑  Două meciuri in Supercopa de España, două meciuri în Campionatul Mondial al Cluburilor FIFA